# Forcipomyia cerberus
Forcipomyia cerberus är en tvåvingeart som beskrevs av Debenham 1987. Forcipomyia cerberus ingår i släktet Forcipomyia och familjen svidknott. Inga underarter finns listade i Catalogue of Life.